# Hrubá Borša
Hrubá Borša és un poble i municipi d'Eslovàquia que es troba a la regió de Bratislava, a l'extrem occidental del país, prop de la frontera amb Àustria.

## Història
La primera menció escrita de la vila es remunta al 1244.

## Demografia
| Godina             | 1994 | 2004    | 2014    | 2024     |
| ------------------ | ---- | ------- | ------- | -------- |
| Nombre de persones | 327  | 386     | 623     | 1739     |
| Diferència         |      | +18,04% | +61,39% | +179,13% |

| Godina             | 2023 | 2024   |
| ------------------ | ---- | ------ |
| Nombre de persones | 1672 | 1739   |
| Diferència         |      | +4,00% |